# Oroqen (Hulun Buir)
Oroqen (en oroqen: ɔrɔtʃeen /Or-ə-chen/ ; en mongol: Орчон, romanizado: Orčon ; en chino, 鄂伦春; pinyin, Èlúnchūn /ə-lun-chuén/) es una bandera autónoma
bajo la administración directa de la ciudad-prefectura de
Hulun Buir en la Región Autónoma de Mongolia Interior, República Popular China. La ciudad yace en la zona de valle de los montes Gran Khingan y es bañada por el río Argún. Su área es de 54 687 km² y su población total para 2021 superó los 235 mil habitantes.

## Administración
A partir de octubre de 2021, la Bandera autónoma de Oroqen se divide en 10 pueblos que se administran en 8 poblados y 2 villas.

## Clima
Oroqen es alta en el norte y baja en el sur. La altitud más alta es la montaña Dabai en el noroeste, con una altura de 1528 metros, y la altitud más baja es de 265 metros en la confluencia del río Dobkur.La región central se encuentra entre 500 y 1000 m s. n. m., y sus unidades de relieve se pueden dividir en montañas, colinas, valles y llanuras.
Oroqen tiene un clima monzónico continental semihúmedo. Las características climáticas son: primavera; seca, muchos días ventosos y suficiente luz solar, verano; corto, temperatura fresca y lluvia, otoño; gran diferencia de temperatura entre el día y la noche y heladas tempranas, invierno; largo y frío. La temperatura media anual es de -2.7 °C, la temperatura más alta es en julio, con una media de 19.8 °C, y el período promedio sin heladas es de 95 días.
| Parámetros climáticos promedio de Oroqen (1981−2010) | Parámetros climáticos promedio de Oroqen (1981−2010) | Parámetros climáticos promedio de Oroqen (1981−2010) | Parámetros climáticos promedio de Oroqen (1981−2010) | Parámetros climáticos promedio de Oroqen (1981−2010) | Parámetros climáticos promedio de Oroqen (1981−2010) | Parámetros climáticos promedio de Oroqen (1981−2010) | Parámetros climáticos promedio de Oroqen (1981−2010) | Parámetros climáticos promedio de Oroqen (1981−2010) | Parámetros climáticos promedio de Oroqen (1981−2010) | Parámetros climáticos promedio de Oroqen (1981−2010) | Parámetros climáticos promedio de Oroqen (1981−2010) | Parámetros climáticos promedio de Oroqen (1981−2010) | Parámetros climáticos promedio de Oroqen (1981−2010) |
| Mes                                                  | Ene.                                                 | Feb.                                                 | Mar.                                                 | Abr.                                                 | May.                                                 | Jun.                                                 | Jul.                                                 | Ago.                                                 | Sep.                                                 | Oct.                                                 | Nov.                                                 | Dic.                                                 | Anual                                                |
| ---------------------------------------------------- | ---------------------------------------------------- | ---------------------------------------------------- | ---------------------------------------------------- | ---------------------------------------------------- | ---------------------------------------------------- | ---------------------------------------------------- | ---------------------------------------------------- | ---------------------------------------------------- | ---------------------------------------------------- | ---------------------------------------------------- | ---------------------------------------------------- | ---------------------------------------------------- | ---------------------------------------------------- |
| Temp. máx. abs. (°C)                                 | -0.7                                                 | 6.4                                                  | 18.4                                                 | 29.0                                                 | 34.8                                                 | 40.5                                                 | 37.2                                                 | 36.0                                                 | 31.9                                                 | 26.5                                                 | 13.6                                                 | 0.4                                                  | '                                                    |
| Temp. máx. media (°C)                                | -14.2                                                | -8.1                                                 | -0.1                                                 | 10.3                                                 | 18.9                                                 | 24.4                                                 | 25.7                                                 | 23.9                                                 | 17.9                                                 | 8.2                                                  | -5.2                                                 | -14.0                                                | 7.3                                                  |
| Temp. media (°C)                                     | -22.0                                                | -17.4                                                | -8.4                                                 | 2.8                                                  | 10.9                                                 | 16.8                                                 | 19.3                                                 | 16.9                                                 | 9.7                                                  | 0.5                                                  | -12.6                                                | -21.0                                                | -0.4                                                 |
| Temp. mín. media (°C)                                | -27.9                                                | -24.7                                                | -16.2                                                | -4.4                                                 | 2.4                                                  | 9.2                                                  | 13.5                                                 | 11.3                                                 | 3.3                                                  | -5.6                                                 | -18.4                                                | -26.3                                                | -7                                                   |
| Temp. mín. abs. (°C)                                 | -40.3                                                | -39.6                                                | -31.8                                                | -21.7                                                | -8.4                                                 | -4.2                                                 | 1.7                                                  | -1.3                                                 | -7.9                                                 | -23.6                                                | -34.3                                                | -40.2                                                | '                                                    |
| Precipitación total (mm)                             | 3.7                                                  | 2.6                                                  | 6.7                                                  | 20.3                                                 | 34.7                                                 | 98.2                                                 | 175.9                                                | 128.1                                                | 52.3                                                 | 19.6                                                 | 9.1                                                  | 6.9                                                  | 558.1                                                |
| Humedad relativa (%)                                 | 69                                                   | 64                                                   | 56                                                   | 52                                                   | 51                                                   | 70                                                   | 80                                                   | 80                                                   | 73                                                   | 62                                                   | 67                                                   | 72                                                   | 66.3                                                 |
| Fuente: China Meteorological Data Service Center     |                                                      |                                                      |                                                      |                                                      |                                                      |                                                      |                                                      |                                                      |                                                      |                                                      |                                                      |                                                      |                                                      |